# Kabinett Briand II

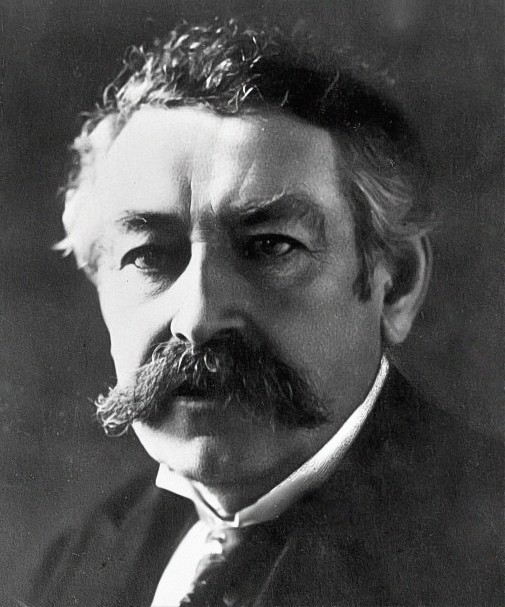
Aristide Briand war von 1909 bis 1911, 1913, 1915 bis 1917, 1921 bis 1922, 1925 bis 1926 sowie 1929 sechs Mal Premierminister Frankreichs und bildete in dieser Zeit elf Kabinette

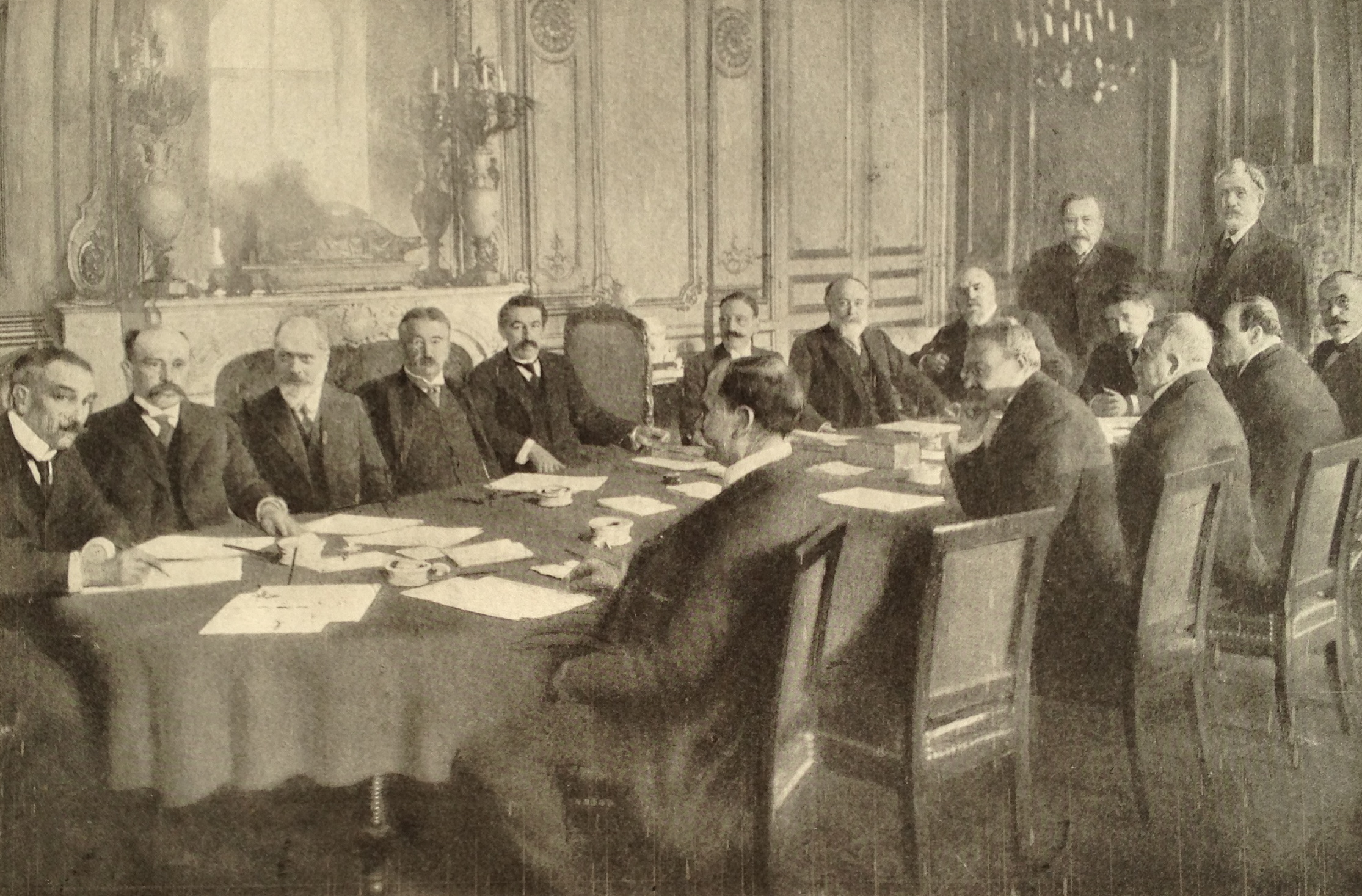
Kabinett Aristide Briand, 7. November 1910

Das zweite Kabinett Briand war eine Regierung der Dritten Französischen Republik. Es wurde am 3. November 1910 von Premierminister (Président du Conseil) Aristide Briand gebildet und löste das Kabinett Briand I ab. Es blieb bis zum 2. März 1911 im Amt und wurde daraufhin vom Kabinett Monis abgelöst.
Dem Kabinett gehörten Minister der Socialistes indépendants (SI), Alliance républicaine démocratique (ARD), Parti républicain, radical et radical-socialiste (PRRSS) sowie der Radicaux indépendants (RI) an.

## Kabinett
Dem Kabinett gehörten folgende Minister an:
| Amt                                                                    | Name                      | Partei | Beginn der Amtszeit               | Ende der Amtszeit             |
| ---------------------------------------------------------------------- | ------------------------- | ------ | --------------------------------- | ----------------------------- |
| Premierminister                                                        | Aristide Briand           | SI     | 3. November 1910                  | 2. März 1911                  |
| Außenminister                                                          | Stephen Pichon            | PRRRS  | 3. November 1910                  | 2. März 1911                  |
| Kolonialminister                                                       | Jean Morel                | RI     | 3. November 1910                  | 2. März 1911                  |
| Kriegsminister                                                         | Jean Brun Aristide Briand |        | 3. November 1910 23. Februar 1911 | 23. Februar 1911 2. März 1911 |
| Minister für öffentlichen Unterricht und schöne Künste                 | Maurice-Louis Faure       | PRRRS  | 3. November 1910                  | 2. März 1911                  |
| Innenminister und Religionsminister                                    | Aristide Briand           |        | 3. November 1910                  | 2. März 1911                  |
| Justizminister                                                         | Théodore Girard           |        | 3. November 1910                  | 2. März 1911                  |
| Marineminister                                                         | Auguste Boué de Lapeyrère |        | 3. November 1910                  | 2. März 1911                  |
| Landwirtschaftsminister                                                | Maurice Raynaud           | PRRRS  | 3. November 1910                  | 2. März 1911                  |
| Finanzminister                                                         | Louis-Lucien Klotz        | PRRRS  | 3. November 1910                  | 2. März 1911                  |
| Minister für Arbeit und Sozialversicherung                             | Louis Lafferre            | PRRRS  | 3. November 1910                  | 2. März 1911                  |
| Minister für öffentliche Arbeiten und Minister für Post und Telegrafie | Louis Puech               | PRRRS  | 3. November 1910                  | 2. März 1911                  |
| Minister für Handel und Industrie                                      | Jean Dupuy                | ARD    | 3. November 1910                  | 2. März 1911                  |

### Unterstaatssekretäre
Dem Kabinett gehörten folgende Sous-secrétaires d’État an:
- Finanzen (bis 3. Februar 1911): André Lefèvre[10] (SI)
- Schöne Künste: Étienne Dujardin-Beaumetz (RI)
- Kriegsministerium: Joseph Noulens (PRRRS)
- Marine: Gabriel Guist’hau[11] (PRRRS)

## Historische Einordnung
Das erste Kabinett Briand war wegen innerer Streitigkeiten über den Poststreik zurückgetreten. Da er in der Kammer nicht überstimmt worden war, versuchte es Briand erneut, konnte aber die Probleme in der Regierungskoalition nicht überwinden und trat deshalb zurück.
Am 28. Dezember 1910 wurde unter Federführung von Arthur Groussier das Gesetz zur Einführung des Arbeits- und Sozialgesetzbuchs beschlossen.